# Harterts vliegenvanger
Harterts vliegenvanger (Ficedula harterti) is een zangvogel uit de familie van vliegenvangers (Muscicapidae).

## Verspreiding en leefgebied
Deze soort is endemisch op het droge en bergachtige eiland Soemba, behorend tot de Kleine Soenda-eilanden van Indonesië.